# Хан, Садик
Сэр Садик Аман Хан (англ. Sir Sadiq Aman Khan, урду صادق امان خان‎; род. 8 октября 1970, Лондон, Англия, Великобритания) — британский политик-лейборист пакистанского происхождения, член Палаты общин в 2005 году, представитель социал-демократического крыла партии. Младший министр транспорта в кабинете Гордона Брауна (2009—2010). Мэр Лондона с 9 мая 2016 года.
Хан был избран мэром Лондона на майских выборах 2016 года, сменив консерватора Бориса Джонсона, и сразу после победы сдал депутатский мандат. Первый мэр Лондона — представитель этнического меньшинства. Хан набрал наибольшее количество голосов на выборах, обогнав любого политика в британской истории. В качестве мэра инициировал реформы с целью ограничения стоимости проезда на общественном транспорте Лондона, поддержал расширение лондонского аэропорта Гатвик и сосредоточился на объединении разнообразных сообществ города. Садик Хан был включен в список Time 100 самых влиятельных людей в мире.

## Биография
Родился в рабочей семье иммигрантов из Пакистана, чьи родители в свою очередь переехали в Карачи из Лакхнау, сейчас столица штата Уттар-Прадеш, Индия. В школе заинтересовался политикой и в возрасте 15 лет вступил в Лейбористскую партию. Садик Хан изучал право в Университете Северного Лондона и Юридическом колледже в Гилфорде.
С 18 до 21 года подрабатывал продавцом в магазине тканей Peter Jones в Слоун-сквере.
С 1994 года работал солиситором-стажёром в специализирующейся на защите гражданских прав юридической фирме Луизы Крисчен и Майкла Фишера. В 1997 году стал младшим партнёром, а в 2002 году Фишер вышел из бизнеса, и компания была переименована в Christian Khan. В 2004 году, занявшись своей предвыборной кампанией, Хан также оставил фирму.
Садик Хан некоторое время возглавлял организацию Liberty. С 1994 по 2006 год входил в совет боро Уондсуэрт, в 2005 году впервые избран в Палату общин Великобритании от избирательного округа Тутинг (в том же боро Уондсуэрт). С 2008 по 2009 год был государственным министром по вопросам местного самоуправления, с 2009 по 2010 год работал государственным министром по вопросам транспорта.
После назначения в июне 2009 года младшим министром транспорта Садик Хан вошёл в Тайный совет и стал первым мусульманином и первым выходцем из Азии, получившим право участвовать в заседаниях кабинета министров Великобритании. В 2010 году возглавлял успешную избирательную кампанию Эда Милибэнда, добившегося победы в борьбе за лидерство в партии. После поражения лейбористов на парламентских выборах 2010 года был назначен в состав теневого кабинета — побыв короткое время теневым министром транспорта при временном лидере оппозиции Гарриет Гарман, стал затем теневым лордом-канцлером и теневым министром юстиции (со сферой ответственности в области политической и конституционной реформы), а также теневым министром по делам Лондона (в этот период он предлагал снизить предельный возраст для участия в выборах с 18 лет до 16).

### Деятельность в должности мэра Лондона
11 сентября 2015 года Садик Хан стал официальным кандидатом Лейбористской партии на выборах мэра Лондона. В первом туре праймериз он получил 38 % голосов, а во втором — 59 % против 41 % у его соперницы Тессы Джоуелл.
В ходе дальнейшей предвыборной кампании в правой печати появлялись обвинения, касающиеся связей Садика Хана с исламскими экстремистами. В частности, упоминался скандал 1997 года после выступления с антизападной и исламистской речью на Трафальгарской площади Макбула Джавада (Makbool Javaid), который с 1989 по 2011 год был женат на сестре Садика Хана — Фархат. В 2007 году якобы сам Хан признал своё знакомство с четырьмя членами организации Хизб ут-Тахрир аль-Ислами. Сам Садик Хан в ходе кампании позиционировал себя следующим образом: «Я — лондонец. Я — европеец. Я — британец. Я — англичанин. Я — мусульманин. Я — азиат. Я — пакистанец».
6 мая 2016 года избран мэром Лондона: за него проголосовали 44 % избирателей (более 1,3 миллионов, или 56,8 % с учётом голосов, поданных за него как за второго предпочитаемого кандидата) против 35 % у кандидата от Консервативной партии Зака Голдсмита. В связи с задержкой результатов выборов, официально вступил в должность 9 мая 2016 года.
В июне 2020 года заявил, что сократил свою зарплату на 10 % из-за пандемии коронавируса COVID-19.
8 января 2021 года объявил о чрезвычайной санитарной ситуации в Лондоне из-за эпидемии COVID-19. После смерти 164 больных накануне общее количество жертв коронавирусной инфекции в Лондоне превысило 9000, а численность больных на 35 % превысила максимальные показатели первой волны эпидемии в апреле 2020 года (в некоторых районах Лондона болен каждый двадцатый, а в среднем по стране — каждый пятидесятый). По заявлению мэра, если уровень заболеваемости не снизится, через несколько недель в столице не хватит больничных коек для пациентов.
Также 8 января 2021 года объявил о повышении на 9,5 % (в среднем — на 31,59 фунта стерлингов в год) городского налога на жилую недвижимость для финансирования полиции, а также бесплатной перевозки школьников и пожилых людей.
В мае 2021 года Хан был переизбран на посту мэра Лондона. По итогам второго тура Хан набрал 55,2 % голосов избирателей (или около 1,2 млн), а Шон Бейли — 44,8 % (около 977 тысяч).
На выборах мэра Лондона 2024 года Хан был переизбран на третий срок, набрав 43,9 % голосов, став первым мэром Лондона, который стал главой города в третий раз.

## Политические взгляды
В журнале «The Spectator» журналист Ник Коэн описал Хана как левоцентристского социал-демократа, а редактор газеты Амол Раджан назвал его «факелоносцем для социал-демократического крыла» Лейбористской партии. Би-би-си описывает Хана как находящегося на левом фланге. С другой стороны, в статье для Аль-Джазиры, марксистский писатель Ричард Сеймур описал Хана как центриста, в то время профсоюзник Мэтт Рек, охарактеризовал его как принадлежащего к «той части Лейбористской партии, которая находилась в правительстве при Блэре и Брауне» (то есть к неолиберальным «новым лейбористам»). Тем не менее, в целом он считается представителем социал-демократического направления в Лейбористской партии, и о поддержке его кандидатуры заявила леворадикальная Социалистическая рабочая партия.
Хан получал угрозы со стороны исламистских экстремистов после голосования в пользу законопроекта о равенстве по признаку пола. Ему также угрожала крайне правая группа «Britain First», которая в 2016 году пригрозила предпринять «прямые действия» против Хана, где он «живёт, работает и молится» в рамках анти-мусульманской кампании.
Феминист. Считает, что правительство Великобритании должно принести извинения за Амритсарскую бойню.

## Личная жизнь
Родители Садика Хана — Аманулла Хан и Сехрун Хан. В 1970 году, незадолго до рождения Садика (он был пятым из их восьми детей) они эмигрировали из Пакистана в Великобританию (в свою очередь, их родители переселились из Индии в Пакистан при разделе Индии в 1947 году). Аманулла Хан более 25 лет работал водителем автобуса в Лондоне и состоял членом профсоюза, Сехрун была швеёй. Отец Садика был сторонником лейбористов. В 1994 году Садик Хан женился на Саадии Ахмед (Saadiya Ahmed), которая также являлась солиситором. У Садика Хана две дочери: Аниса (род. 1999) и Аммара (род. 2001). Болеет за «Ливерпуль» в футболе и Surrey County в крикете.
Хан является практикующим мусульманином и регулярно посещает мечеть Гаттон Масджид в Тутинге. Журналист Дэйв Хилл описал Хана как «умеренного, социально либерального мусульманина». Сам же Садик Хан выразил мнение, что «слишком часто люди, которые „представляют“ исламскую веру, совсем не являются репрезентативными, они разгневанные бородатые люди. И это не то, о чём идет речь в Исламе».

## Награды
- Рыцарь-бакалавр (2024)[36]
- Sitara-i-Pakistan (2018, Пакистан)[37]